# Robino Lacus
Il Robino Lacus è una struttura geologica della superficie di Titano.